# 鮑奇營 (加利福尼亞州)
鮑奇營（英語：Balch Camp）是位於美國加利福尼亞州弗雷斯諾縣的一個非建制地區。該地的面積和人口皆未知。

## 地理
鮑奇營的座標為36°54′11″N 119°07′23″W / 36.90306°N 119.12306°W，而該地的平均海拔高度為388米（即1273英尺）。